# Fritz Gäbler
Fritz Gäbler (ur. 12 stycznia 1897 w Miśni, zm. 26 marca 1974) – niemiecki polityk i redaktor. Członek Socjaldemokratycznej Partii Niemiec (SPD) (od 1914) i Komunistycznej Partii Niemiec (KPD) (od 1919).
Od kwietnia 1931 roku poseł na Sejm w Turyngii.
Odznaczony m.in. Orderem Karla Marksa oraz Orderem Zasług dla Ojczyzny.